# Acalolepta olivacea
Acalolepta olivacea là một loài bọ cánh cứng trong họ Cerambycidae.